# Förvaltningslagen (Finland)
Förvaltningslagen (på finska hallintolaki) är en finsk lag som trädde i kraft 2004 och som reglerar verksamheten hos myndigheter, riksdagens ämbetsverk med flera. Den tillämpas också vid statens affärsverk, offentligrättsliga föreningar och på enskilda när de sköter offentliga förvaltningsuppgifter. Lagen innehåller bland annat bestämmelser om 
- vem som är part
- ombud och biträde
- rätten till tolk
- sättet att handlägga ärenden
- jäv
- innehållet i beslut
- rättelse av beslut av myndigheten själv (omprövning)
- delgivning av handlingar

Om Förvaltningslagen skiljer sig från någon bestämmelse i en annan lag gäller den bestämmelsen.